# Zelota spathomelina
Zelota spathomelina là một loài bọ cánh cứng trong họ Cerambycidae.